# ブルート (ゲームソフト販売)
株式会社ブルート（BRUT INC.）は、かつて存在したゲームソフト販売店フランチャイズチェーン（FC）の運営会社。

## 概要
かつてゲームソフト販売店のブルートを全国に展開していたFCの運営会社であり、本社は広島市佐伯区に所在していた。最盛期には店舗数が400店を越える業界最大のFCであったが、1999年3月に倒産した。

## 略史

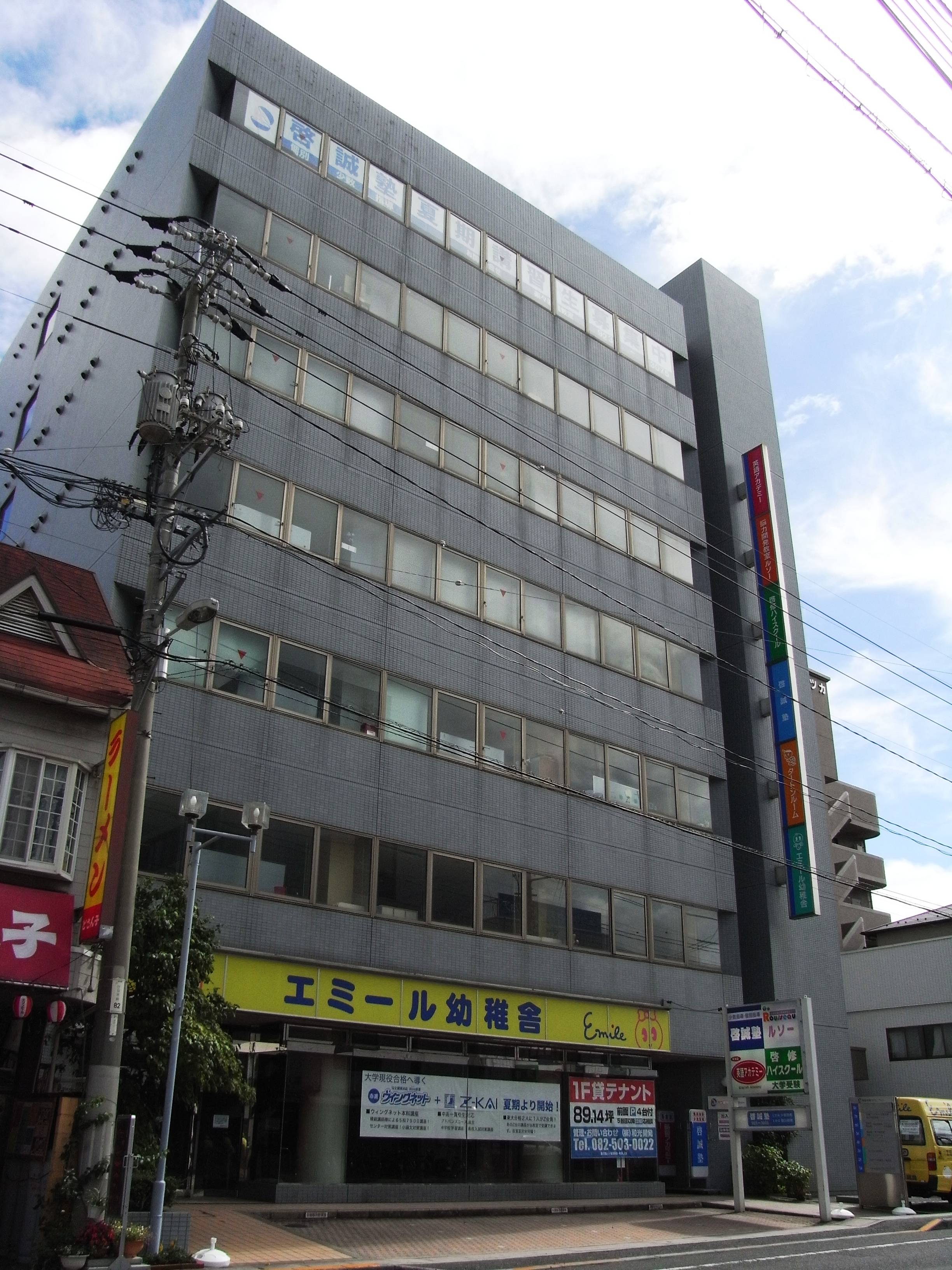
以前本社があったビル

創業からトップ企業へ
ソフトウェア開発会社であるエスピーエム株式会社のブルート事業部が分離・独立して、1988年7月に株式会社ブルートを設立、以後FCを急拡大する。
1991年、他の有力FCと共に任天堂と「ファミコン」の商標使用をライセンス契約し、翌年に結成されたジャパンテレビゲームチェーン協会（JAG）に参加。「マルチメディアコンビニエンス」を掲げ大規模直営店舗「ハイパーブルート」を東京や広島に出店。店舗数は全盛期に400店を超え、この業種でトップに躍り出る。TVCMにはブルートという名前に因んでブルドッグのキャラクターが使われた。
自己破産への経緯
しかし、1994年12月に発売されたプレイステーションの販売契約を巡って明響社（TVパニック）やボックスグループ（ドキドキ冒険島）と共にソニー・コンピュータエンタテインメントの要求通り「再販価格維持」「中古品売買禁止」を遵守する「服従路線」を主張して他のFCと対立。これが原因でJAGは1996年に空中分解してしまう。その後、ブルートは前述の服従派とともに結成したテレビゲームビジネス協議会（GRA）およびテレビゲーム専門店協会（ACES）に加盟した。
1998年以降、FCは続々と離脱。対応策としてニンテンドウパワー書換端末の設置などを試みるが、業績の回復には至らず1999年3月に約80億円の負債を抱えて広島地方裁判所に自己破産を申し立てた。この際、大半のFCはアクト（現NESTAGE）の「wanpaku」など他のチェーンに加入したが、中には2009年現在も「ブルート」の店舗名で営業している元加盟店も存在する。
直営店は大部分が閉店したが、オメガ・プロジェクトと丸紅が救済に乗り出し法人登記を東京都大田区へ移転。社名を熱血王株式会社に変更しマルチメディアコンビニエンスブルート蒲田店など一部の店舗は「熱血王」に名称を変更して営業を継続。2002年までに全店が閉店ないしトップボーイなどへ営業譲渡された。
広島の中古ゲーム市場
ブルートの自己破産後の広島での中古ゲーム事情は、ブックオフやゲオ、ブックマーケット、古本市場などの全国区のチェーン店、広島で創業したフタバ図書、地元チェーンレプトンなどが店舗網を広げている。
その他
ブルートOBには、2008年4月に東証マザーズを上場廃止になった株式会社オーベン代表取締役上野智司がいる。

## 元加盟店
2009年現在もブルートの名前で営業している元加盟店
- ブルート岩内店 （北海道岩内郡岩内町）
- ブルート防府店 （山口県防府市）　※2010年1月閉店告知